# Pierre-Damien Huyghe
 (mai 2020).
 (mai 2020).
Pierre-Damien Huyghe est philosophe et professeur émérite en esthétique à l'Université Panthéon-Sorbonne.
De formation philosophique, il a soutenu une thèse à l’université de Strasbourg en 1994, sous la direction de Philippe Lacoue-Labarthe.
Penseur de la modernité, Pierre-Damien Huyghe situe ses analyses dans un cadre philosophique qui s’étend d’Aristote, dont il a fait de nombreuses lectures (Le différend esthétique, éditions Circé, 2004), jusqu'à Bruno Latour (Modernes sans modernité, 2009, Éditions Lignes), en passant par Walter Benjamin (Du commun, éditions Circé, 2002).
Exégète de la technique et de la production au sens le plus large, Pierre-Damien Huyghe élabore une théorie des appareils qu'il inscrit dans un rapport au temps. Appareils dont il apporte notamment une définition distincte des dispositifs et des instruments. (Le différend esthétique, éditions Circé, 2004, À quoi tient le design, édition De L'Incidence Éditeur, 2014) et (L'art au temps des appareils (dir.), 2005, éditions L'Harmattan).
Veillant toujours à penser l'art et la technique dans leur rapport à la politique, il élabore une pensée du commun, de la prudence, du travail et de l'économie.

## Art et industrie
Intéressé par les questions relatives à l’art, Pierre-Damien Huyghe pense en particulier à partir de la peinture, du design et de la technique. C'est notamment le cas de l'ouvrage Art et industrie (première édition, 1999) qui tente de mettre en lumière les rapports entre la peinture et l’industrie au début du XXe siècle. Cette suite d’article commente particulièrement des textes de Walter Gropius, Vassily Kandinsky, Paul Klee, László Moholy-Nagy.
Ces diverses analyses conduisent Pierre-Damien Huyghe à proposer quelques définitions. Le design est ainsi défini comme une discipline toujours en tension, entre dessin et couleur, entre facture et mécanique, entre art et fonction. Ces tensions ne sont d’ailleurs pas sans conséquences sur l’histoire même du Bauhaus. « D'où pour nous, cette hypothèse, peu habituelle sans doute, d'un Bauhaus en tension entre ces formules, voire, ce qui est plus étrange encore, sans solution arrêtée ».
Par ailleurs, l’ouvrage présente l’industrie comme une technique de reportage ou encore un art de la sécrétion. « Industrie, ici, il vaut pour sécrétion. Dans le mot même réside en effet l'idée d'une émanation. Il y est question de l'apparition ou de la production de quelque chose depuis un secret (valeur de la racine ind -, endo en latin) et d'une mise en ordre alignée des éléments de la facture (valeur de la racine-strie, striage, rangement de composantes posées méthodiquement…) ».
Vaste panorama philosophique du Bauhaus, Art et industrie est un des premiers ouvrages qui tente une appropriation esthétique de la question industrielle en France. Nombreux de ses thèmes seront développés dans les ouvrages ultérieurs de l'auteur.

## Publications
(Mai 2020).

### Ouvrages
- Le devenir peinture, Éditions L'Harmattan, 1996
- Art et industrie. Philosophie du Bauhaus, Éditions Circé, 1999 - (ré-édition augmentée, 2015)
- Du commun. Philosophie pour la peinture et le cinéma, Éditions Circé, 2002
- Le différend esthétique, Éditions Circé, 2005
- Éloge de l'aspect : Eléments d'analyse critique et paradoxale de l'industrie comme divertissement, Éditions Mix, 2006
- L'art au temps des appareils, Éditions L'Harmattan, 2006
- Modernes sans modernité. Éloge des mondes sans style, Éditions Lignes, 2009
- Commencer à deux, Éditions Mix, 2009
- Faire place, Éditions Mix, 2009
- Le cinéma, avant, après, De l'incidence éditeur, 2012
- À quoi tient le design, coffret de six fascicules, De l'incidence éditeur, 2015
- Du travail, essai, Éditions Azimuts 46.
- Contre-temps, B42 Éditions, 2017
- Sociétés, services, utilités, De l’incidence éditeur, 2018  (ISBN 978-2-918193-40-1)
- Vitrines, signaux, logos, De l’incidence éditeur, 2019  (ISBN 978-2918193456)
- Travailler pour nous, De l’incidence éditeur, 2020  (ISBN 978-2918193425)
- De l'un à l'autre, retours sur la question sexuelle, De l'incidence éditeur, 2021  (ISBN 9782918193449)
- Numérique, la tentation du service, B42 Éditions, 2022
- Poussées techniques, conduites de découverte, De l'incidence éditeur, 2023  (ISBN 9782918193661)